# سنت ایپولیتس
سنت ایپولیتس (به انگلیسی: St Ippolyts) یک روستا و محله مدنی در بریتانیا است که در North Hertfordshire واقع شده‌است. سنت ایپولیتس ۲٬۰۴۷ نفر جمعیت دارد.